# Jan I van Egmond
Jan I van Egmond (vóór 1310 - 28 december 1369), ridder (1343), was heer van Egmond, IJsselstein, Zevenhuizen en Zegwaard, baljuw van Kennemerland (1353-1354), stadhouder van Holland (1358), in ongenade (1359) en baljuw Kennemerland en West-Friesland (1363).

## Biografie
Hij was de oudste zoon van Wouter II van Egmont († 1321) en Beatrijs van de Doortogne. Hij wordt in 1328 voor het eerst genoemd als hij deelneemt in de Slag bij Kassel, en de graaf Willem III naar Vlaanderen vergezelt om de graaf van Vlaanderen tegen de oproerigen uit Brugge en omstreken te helpen.
Jan krijgt door middel van huwelijk de heerlijkheid IJsselstein toegewezen en erft dit, samen met zijn vrouw, als zijn schoonvader Arnold van IJsselstein in 1363 overlijdt. In 1343 werd hij met anderen aangewezen om, tijdens de afwezigheid van de graaf, het land te besturen. Hij krijgt in 1344 de burcht Nuwendoorn (bij Eenigenburg) bij zijn bezittingen toegewezen. Van Egmont neemt deel aan de derde veldtocht van Willem IV van Holland naar Pruisen en is ook betrokken bij het Beleg van Utrecht in 1345 maar ontkomt (is blijkbaar niet aanwezig) aan de noodlotige slag bij Warns (1345). Hij is in de volgende jaren een belangrijke schakel in de politiek van Holland.
Jan is in 1350 een van de hoofdondertekenaars van de Kabeljauwse verbondsakte die de Hoekse en Kabeljauwse twisten zou inluiden. Hij is aanwezig bij de Slag bij Naarden (1350) en vocht ook mee bij de Slag bij Zwartewaal, ook wel de Slag op de Maas genoemd. Jan van Egmont werd vervolgens naar Engeland gestuurd om te bemiddelen in het geschil tussen Margretha van Beieren en Willem V van Holland, dit wordt echter niet opgelost. Hij vervolgt (terug in Nederland) met een krijgstocht tegen de burgers van Bunschoten, hervatte, na de winter van 1356 de oorlog door het kasteel van Nyevelt op last van de graaf te belegeren, na zeven weken nam hij het in, waardoor de oorlog tot een einde kwam.
In 1356 wordt hij door Willem V van Holland tot stadhouder benoemd van het gebied boven de Maas, dit stadhouderschap oefende hij uit tezamen met zijn broer Gerrit. Hij neemt, nadat Willem V krankzinnig is verklaard, zitting in de ministriaal van Hertog Albrecht van Beieren, graaf van Holland, bij wie hij in 1358 als raad voorkomt. Hij heeft Albrecht van Beieren dan aanvaard als ruwaard en hij leende de hertog 7000 Brugse schilden met Wieringerland als onderpand, voor de aflossing van een nog openstaande schuld van 20.000 schilden aan Lodewijk de Romein. In 1359 tekent hij als een der hoofdmannen der Kabeljauwse partij de zoenbrief met Delft (1359); tot zijn dood vindt men hem in de omgeving van de graaf. Hij werd in de kerk te IJsselstein begraven.

## Huwelijk en nakomelingen
Jan I huwde met Guyote van IJsselstein, dochter van Arnoud van Amstel, heer van IJsselstein, en Maria van Avesnes, dochter van bisschop Gwijde van Avesnes. Hij had bij haar minstens twaalf kinderen:
- Arend heer van Egmond (ca. 1340-1409), ridder (1397), opvolger
- Jan van Egmond (-1360), was gehuwd met Johanna van Raaphorst
- Gerard van Egmond (1370-1409), ridder (1397), heer van Wateringen en Vlaardingen (vanaf 1386), Koudum (1399, met Simon van Zaanden), gehuwd met Wilhelmina van de Wateringe, dochter van Albrecht van de Wateringe (1354-1386), bewoonde Hof te Wateringen (vanaf 1386)
- Willem van Egmond (Slot Egmond op de Hoef te Egmond-Binnen, (1332-1410), heer van Zevenhuizen en Zegwaard en schout van Delft, gehuwd met Machteld van Hemert (Nederhemert, 1345-), dochter van Jan heer van Hemert, bewoonde Huis Palenstein te Zoetermeer, lid van de Kabeljauwen, raakte in ongenade (1409-1410)
- Albrecht van Egmond, kanunnik te Utrecht
- Beatrijs van Egmond, was gehuwd met Gijsbert heer van Vianen (1320-1391)
- Maria van Egmond (-ca. 1384), trouwde met Philips IV van Wassenaer
- Catharina van Egmond, was gehuwd met Bartholomeus van Raephorst
- Baerte van Egmond, was gehuwd met Gerard I van Culemborg
- Antonia van Egmond, abdis te Den Bosch
- Elisabeth van Egmond  was gehuwd met Jacob Janszn de Wael
- Griete van Egmond

Van Jan I is een bastaarddochter bekend:
- Heilwijf, gehuwd met Klaas Bartoudsz